# Louder than Love
Louder Than Love es el segundo álbum realizado por Soundgarden, que salió a la venta el 5 de septiembre de 1989 en el sello A&M Records. Se rumorea que este no es el título original del disco, sino que sería Louder Than Fuck o Louder Than Meat. El álbum constituye el último con el bajista Hiro Yamamoto, además de ser considerado en 2001 uno de los 50 álbumes más heavys de la historia, selección realizada por la revista "Q".

## Lista de canciones
| #  | Canción               | Duración | Compositores                 |
| -- | --------------------- | -------- | ---------------------------- |
| 01 | "Ugly Truth"          | 5:26     | Chris Cornell                |
| 02 | "Hands All Over"      | 6:00     | Chris Cornell, Kim Thayil    |
| 03 | "Gun"                 | 4:42     | Chris Cornell                |
| 04 | "Power Trip"          | 4:09     | Chris Cornell, Hiro Yamamoto |
| 05 | "Get on the Snake"    | 3:44     | Chris Cornell, Kim Thayil    |
| 06 | "Full on Kevin's Mom" | 3:37     | Chris Cornell                |
| 07 | "Loud Love"           | 4:57     | Chris Cornell                |
| 08 | "I Awake"             | 4:21     | Kate McDonald, Hiro Yamamoto |
| 09 | "No Wrong No Right"   | 4:47     | Chris Cornell, Hiro Yamamoto |
| 10 | "Uncovered"           | 4:30     | Chris Cornell                |
| 11 | "Big Dumb Sex"        | 4:11     | Chris Cornell                |
| 12 | "Full On (Reprise)"   | 2:42     | Chris Cornell                |

## Formación
- Chris Cornell - Voz y guitarra
- Kim Thayil - Guitarra
- Hiro Yamamoto - Bajo
- Matt Cameron - Batería

## Curiosidades
- Big Dumb Sex es una parodia de los grupos de glam y hair metal proliferantes en la década de los 80, burlándose de las letras de carácter sexual de estos grupos.
- Dos sencillos fueron extraídos del disco: Loud Love y Hands All Over.
- Algunas de las canciones presentan compases extraños para la música rock: Gun presenta un compás de 5/4, variando además el tempo de la canción a medida que ésta transcurre; Get on the Snake presenta un compás de 9/4, y aparece en el recopilatorio de grandes éxitos de la banda, A-Sides.
- La letra de I Awake forma parte de una carta escrita por Yamamoto a su novia por aquel entonces, Kate McDonald.

- Datos: Q595556